# Loev
Loev (phát âm love) là một bộ phim chính kịch lãng mạn năm 2015 của Ấn Độ do Sudhanshu Saria viết kịch bản và đạo diễn. Phim có sự tham gia của Dhruv Ganesh và Shiv Panditt trong vai hai người bạn khởi hành đến Western Ghats cho một chuyến đi cuối tuần và tập trung vào mối quan hệ tình cảm và tình dục phức tạp của họ. Đây là vai diễn điện ảnh cuối cùng của Ganesh khi anh qua đời vì bệnh lao trước khi bộ phim phát hành. Loev cũng có Siddharth Menon và Rishabh Chaddha trong các vai phụ. Tiêu đề của bộ phim là một lỗi chính tả cố ý của từ "love".
Saria đã viết kịch bản cho Loev trong khi anh đang làm bản thảo của bộ phim chưa phát hành I Am Here và rút ra nhiều kinh nghiệm cá nhân của mình. Cuối cùng nó đã được Arfi Lamba và Katherine Suckale chọn để sản xuất bất chấp sự nghi ngờ của chính Saria về khả năng tồn tại của nó. Việc chụp ảnh chính diễn ra tại Mahabaleshwar, ở Western Ghats ở bán đảo Ấn Độ, và ở Mumbai. Bộ phim được quay vào mùa hè năm 2014, trong vòng 16 ngày bởi nhà quay phim Sherri Kauk ở độ phân giải 2K. Nó dựa trên các biện pháp gây quỹ cộng đồng và cắt giảm chi phí; ngân sách của nó tương đối thấp là 1 triệu đô la.
Loev đã có buổi ra mắt thế giới tại Liên hoan phim Đêm Đen Tallinn 2015 ở Estonia. Phim đã có buổi ra mắt ở Bắc Mỹ tại Liên hoan phim South By Southwest 2016 và được công chiếu ở Ấn Độ tại Liên hoan phim Quốc tế Mumbai 2016, và được các nhà phê bình cũng như khán giả đón nhận nồng nhiệt. Đặc biệt khen ngợi kịch bản cũng như diễn xuất của Panditt và Ganesh. Các nhà bình luận cũng đánh giá cao cách đối xử độc đáo và mới mẻ đối với các mối quan hệ đồng giới ở Ấn Độ. Bộ phim đã giành được giải thưởng Khán giả cho Phim truyện hay nhất tại Liên hoan phim Quốc tế Tel Aviv 2016. Loev được phát hành trên Netflix vào ngày 1 tháng 5 năm 2017.

## Nội dung
Sahil (Ganesh), một nhạc sĩ trẻ ở Mumbai, lên kế hoạch cho một kỳ nghỉ cuối tuần đến Western Ghats với người bạn thời thơ ấu của mình, Jai (Panditt), một doanh nhân thành đạt sống ở New York. Chuyến đi trùng với cuộc họp kinh doanh của hai người ở Mumbai.  Bộ đôi lái xe đến Mahabaleshwar qua đêm và khi đến nơi quyết định ghé thăm chợ địa phương.  Khi ở một cửa hàng âm nhạc, Jai bị ấn tượng bởi kỹ năng chơi guitar của Sahil và gợi ý rằng anh nên theo đuổi sự nghiệp của một nhạc sĩ toàn thời gian.
Trong suốt chuyến đi của mình, họ tranh cãi về quá khứ thất bại trong việc duy trì mối quan hệ. Sahil khó chịu trước hành vi ngày càng thờ ơ của Jai và bản tính tham công tiếc việc của anh. Jai, mặt khác, bất bình với những lời phàn nàn liên tục của Sahil. Một đêm nọ, Jai đi ngang qua Sahil, người ban đầu do dự nhưng cuối cùng cũng đáp lại những bước tiến của anh. Sáng hôm sau, cả hai đến thăm Ghats như Sahil đã định. Sahil đưa Jai đến một vách đá nhô ra với tầm nhìn tuyệt đẹp ra Mahabaleshwar, nơi hai người hôn nhau. Sau đó, họ trở lại một khách sạn ở Mumbai cho cuộc họp kinh doanh theo lịch trình của Jai. Tại phòng khách sạn, cả hai thừa nhận sự hấp dẫn lẫn nhau của họ, ngay trước khi Jai phải rời khỏi cuộc họp của mình. Sahil làm gián đoạn cuộc họp và khiến Jai bối rối bằng một cử chỉ lãng mạn trước sự chứng kiến của mọi người có mặt. Điều này dẫn đến một cuộc đối đầu giữa hai người trong phòng khách sạn, trong đó Sahil cáo buộc Jai sợ hãi không dám công khai. Jai phản bác bằng cách đổ lỗi cho Sahil vì đã không đáp lại tình cảm của anh ngay từ đầu. Hai người hôn nhau, nhưng khi Sahil cố gắng kéo ra, Jai đã cưỡng hiếp anh, chỉ để ngay lập tức hối hận. Jai xin lỗi và nói với Sahil rằng anh không cần ở lại lâu hơn nữa nếu anh không muốn. Sahil ở lại, nhưng không nói chuyện với Jai.
Theo kế hoạch, cả hai gặp Alex (Menon), bạn trai của Sahil, người đi cùng với một người bạn, Junior (Chaddha). Cả nhóm thảo luận về cuộc sống của họ trong bữa ăn tối, cuộc tranh cãi giữa Alex và Sahil bị cắt ngang về hành vi vô trách nhiệm của người cũ. Cả bốn quay trở lại phòng khách sạn để thu dọn đồ đạc của Sahil, vì Jai dự định sẽ trở lại New York vào cuối đêm hôm đó. Alex chú ý đến cây đàn và khăng khăng rằng Sahil chơi cho anh; Sahil bắt buộc phải có một bài hát gốc. Alex khiêu vũ với Jai, người đã hoàn toàn bị Sahil đánh gục về điểm này. Alex đề nghị lấy lại đồ đạc của Sahil và cho cả hai thêm thời gian bên nhau. Khi anh rời đi, Sahil và Jai ôm nhau, nhưng không nói về vụ cưỡng hiếp.
Tại sân bay, Jai yêu cầu Sahil rời đi.  Anh từ chối những nỗ lực của Sahil trong việc hòa giải, và nói với anh rằng họ không bao giờ có thể ở bên nhau bởi vì họ có cuộc sống rất khác nhau.  Cuối cùng khi họ chia tay nhau, Jai gửi một tin nhắn văn bản cho Sahil nói rằng anh yêu anh ấy. Alex đến sân bay để đón Sahil, khiến anh rất ngạc nhiên. Anh cố gắng bù đắp những sai lầm của mình bằng cách đưa ra lời xin lỗi chân thành cho Sahil khi cả hai lái xe trở về căn hộ của họ.

## Diễn viên
- Dhruv Ganesh vai Sahil
- Shiv Panditt vai Jai
- Siddharth Menon vai Alex
- Rishabh J. Chaddha vai Junior

## Sản xuất

### Phát triển và casting

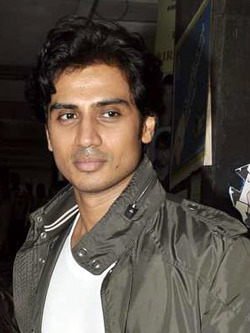
Shiv Panditt (ảnh, 2017) xem qua kịch bản của bộ phim trong một cuộc gặp gỡ tình cờ với Sudhanshu Saria.

Kịch bản của Loev được viết bởi Sudhanshu Saria ở Hoa Kỳ, khi anh đang thực hiện kịch bản của một bộ phim khác, I Am Here. Mô tả bộ phim là "nhỏ bé, mong manh, trung thực", Saria nói rằng thông qua nỗ lực của mình, anh "cố gắng nắm bắt những khoảng lặng và những điều chưa nói trong tình bạn nam". Anh bắt đầu làm việc với Loev vì anh không thể quản lý quỹ cho I Am Here. Vào thời điểm bắt đầu viết kịch bản, Saria không có kế hoạch chuyển thể thành phim truyện, vì anh tin rằng sẽ không có nhà đầu tư hay diễn viên nào muốn kết hợp với một bộ phim mà anh cho rằng sẽ bị kiểm duyệt hoặc cấm ở quê nhà. Câu chuyện về quá trình sản xuất, lấy bối cảnh ở quê hương của Saria, Mumbai, theo sau nhiều trải nghiệm cá nhân mà bản thân anh đã trải qua, lớn lên ở thị trấn đồi Darjeeling, Ấn Độ và sau đó là tại trường Cao đẳng Nghệ thuật Ithaca, New York. Cuộc đối thoại được viết bằng tiếng Hinglish, một cách sử dụng macaronic lai giữa tiếng Anh và các ngôn ngữ Nam Á.
Công việc tiền sản xuất cho bộ phim bắt đầu vào tháng 2 năm 2014, khi Katharina Suckale, Jasleen Marwah và Arfi Lamba của Bombay Berlin Film Production tỏ ra quan tâm đến việc chuyển thể kịch bản thành một bộ phim dài tập. Saria nói rằng kịch bản được viết vì "sự xấu hổ và sợ hãi sâu sắc" và khi hoàn thành không được giới thiệu cho bất kỳ nhà đầu tư nào, mà thay vào đó là cất vào ngăn kéo. Kịch bản được chọn bởi Suckale và Lamba, những người đồng ý đồng sản xuất bộ phim đầu tay đạo diễn của Saria. Tiêu đề của bộ phim là một lỗi chính tả có chủ ý của từ "love", mặc dù cả hai được phát âm giống nhau và về cơ bản là từ đồng nghĩa. Saria đã giải thích lỗi chính tả trong một cuộc phỏng vấn với Gaylaxy: "Bất kể tình yêu có thể trông khác như thế nào so với quy ước, tức là cho dù nó được viết như thế nào, nó vẫn là tình yêu". Quyết định của Tòa án Tối cao Ấn Độ vào tháng 12 năm 2013 phục hồi Mục 377 của Bộ luật Hình sự Ấn Độ, trong đó hình sự hóa các mối quan hệ đồng giới ở Ấn Độ, có ảnh hưởng lớn đến công việc của Saria. Trong tuyên bố phát hành chính thức của bộ phim, Saria đã nói về môi trường mà anh ấy đã làm việc nói rằng, "chính ở Ấn Độ này [đề cập đến phán quyết của Tòa án tối cao] mà các diễn viên, kỹ thuật viên, nhà đầu tư và những người ủng hộ của chúng tôi đã cùng nhau làm bộ phim này, làm việc trong  bí mật tuyệt đối".
Phim có sự tham gia của Shiv Panditt và Dhruv Ganesh; người trước đó đã xem kịch bản của bộ phim trong một cuộc gặp gỡ tình cờ với Saria. Trong một cuộc phỏng vấn với Daily News and Analysis, Panditt đã thảo luận về cuộc gặp giữa anh ấy và Saria, nói rằng, "anh ấy không muốn tuyển chọn tôi, [...] bởi vì anh ấy nghĩ rằng tôi chỉ đóng phim thương mại. Tôi buộc phải loại bỏ  anh ấy. Nhưng khi tôi nghe nó, tôi thấy nó thú vị và chúng tôi quyết định làm điều đó". Saria gọi Ganesh để đọc bàn cho nhân vật chính của bộ phim, Sahil, và rất ấn tượng bởi cách tiếp cận nhân vật của anh ấy. Ganesh e ngại về việc nhập vai nhân vật này, nhưng sau sự hoài nghi ban đầu, anh ấy đã đồng ý đóng vai này. Siddharth Menon và Rishabh J. Chaddha đóng vai phụ trong phim. Loev đánh dấu vai diễn điện ảnh cuối cùng cho Ganesh, khi anh qua đời vì bệnh lao vào tháng 1 năm 2015, trong khi bộ phim đang trong quá trình hậu kỳ. Đoạn mở đầu trong phần cuối của bộ phim tôn vinh trí nhớ của anh.

### Quay phim và hậu kỳ

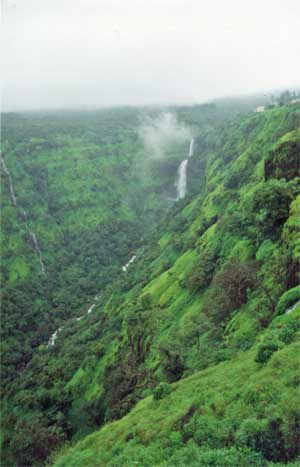
Mahabaleshwar ở Western Ghats, Ấn Độ, được sử dụng làm bối cảnh cho địa điểm của bộ phim.

Việc chụp ảnh chính bắt đầu vào mùa hè năm 2014 và diễn ra hoàn toàn ở Mumbai và Mahabaleshwar, một khu phố nhỏ trên đồi ở Western Ghats, Di sản Thế giới được UNESCO công nhận, ở bán đảo Ấn Độ. Sherri Kauk, cựu sinh viên của Viện Điện ảnh Hoa Kỳ, từng là đạo diễn hình ảnh cho bộ phim. Loev được quay theo một lịch trình duy nhất trong khoảng thời gian ngắn 16 ngày. Saria nói, "Chúng tôi phải lên kế hoạch tốt, cực kỳ tiết kiệm, đếm từng xu và đảm bảo rằng tất cả kết thúc trên màn hình."
Với ngân sách khiêm tốn 1 triệu đô la Mỹ, việc sản xuất Loev được tài trợ một phần bởi các đối tác sản xuất và vốn tư nhân. Một chiến dịch gây quỹ cộng đồng đã được bắt đầu trên cổng tài trợ Indiegogo, huy động được số tiền khoảng 4,000 đô la Mỹ. Trong một cuộc phỏng vấn với Manoj Sharma của Pandolin, một tạp chí điện ảnh kỹ thuật số, Lamba đã nói về cuộc đấu tranh tài trợ cho dự án và nói rằng các nhà đầu tư đã rút lui vào phút chót trong hơn một lần. Các thành viên đoàn làm phim đã tài trợ cho dự án từ tiền lương của chính họ để đáp ứng chi phí sản xuất.
Việc quay phim được thực hiện một cách kín đáo vì Saria lo sợ sự phản đối của cộng đồng địa phương đối với chủ đề cơ bản của bộ phim là đồng tính luyến ái. Trong số các thành viên trong đoàn, chỉ có một nhóm nòng cốt là biết chi tiết của cốt truyện, và đối với những người còn lại thì đây là một bộ phim về chuyến đi đường bộ, một bộ phim giống với Dil Chahta Hai (2001). Trong quá trình quay cảnh Panditt hôn Ganesh ở ngoài trời, các thành viên trong đoàn phim đã rất ngạc nhiên vì hầu hết họ đều không biết về bất kỳ mối quan hệ lãng mạn nào giữa hai nhân vật. Panditt thấy cảnh cưỡng hiếp khó quay, vì sức nặng cảm xúc mà nó mang theo: "Điều tôi làm để vượt qua sự ghê tởm của mình là không chịu phán xét về hành động của nhân vật Jai của tôi. Tôi chỉ xem cách Jai phản ứng với tình huống nhất định."
Quá trình biên tập phim bắt đầu vào tháng 6 năm 2015; nhóm biên tập viên do Nitesh Bhatia đứng đầu và Pritam Das là người trộn âm thanh. Sweta Gupta là giám đốc nghệ thuật của bộ phim, và trang phục là của Rohit Chaturvedi.  Tony Kakkar đã cung cấp nhạc nền cho bộ phim. Một bản nhạc gốc do Kakkar ghi lại, có tên "Ek Chaand", đã được phát hành như một phần của nhạc phim chính thức cho bộ phim. Nó được phát hành vào ngày 4 tháng 5 năm 2017, dưới nhãn hiệu của Desi Music Factory trên iTunes. Bản xem trước dài hai phút rưỡi của bài hát đã được phát hành trên YouTube trong cùng tháng.
Toàn bộ quá trình chỉnh sửa và trộn âm thanh của Loev đã được hoàn thành vào ngày 25 tháng 11, sau bốn tháng làm việc hậu kỳ. Với tổng thời lượng 92 phút, bộ phim đã được giới thiệu dưới nhãn hiệu của Bombay Berlin Film Productions và Four Line Films.
Quyền phân phối nước ngoài của nó đã được mua lại bởi Loic Magneron's Wide Management, một công ty bán hàng-sản xuất-phân phối có trụ sở tại Paris. Thỏa thuận được hoàn tất sau cuộc gặp giữa Magneron và Saria tại buổi ra mắt phim Tallinn. Tuy nhiên, quyền phân phối đã bị rút lại khi nhà sản xuất tham gia đàm phán với Netflix. Bản quyền trên toàn thế giới của bộ phim đã được Netflix mua lại vào tháng 4 năm 2017.

## Chủ đề và ảnh hưởng
– Steven Borowiec, The Los Angeles Times

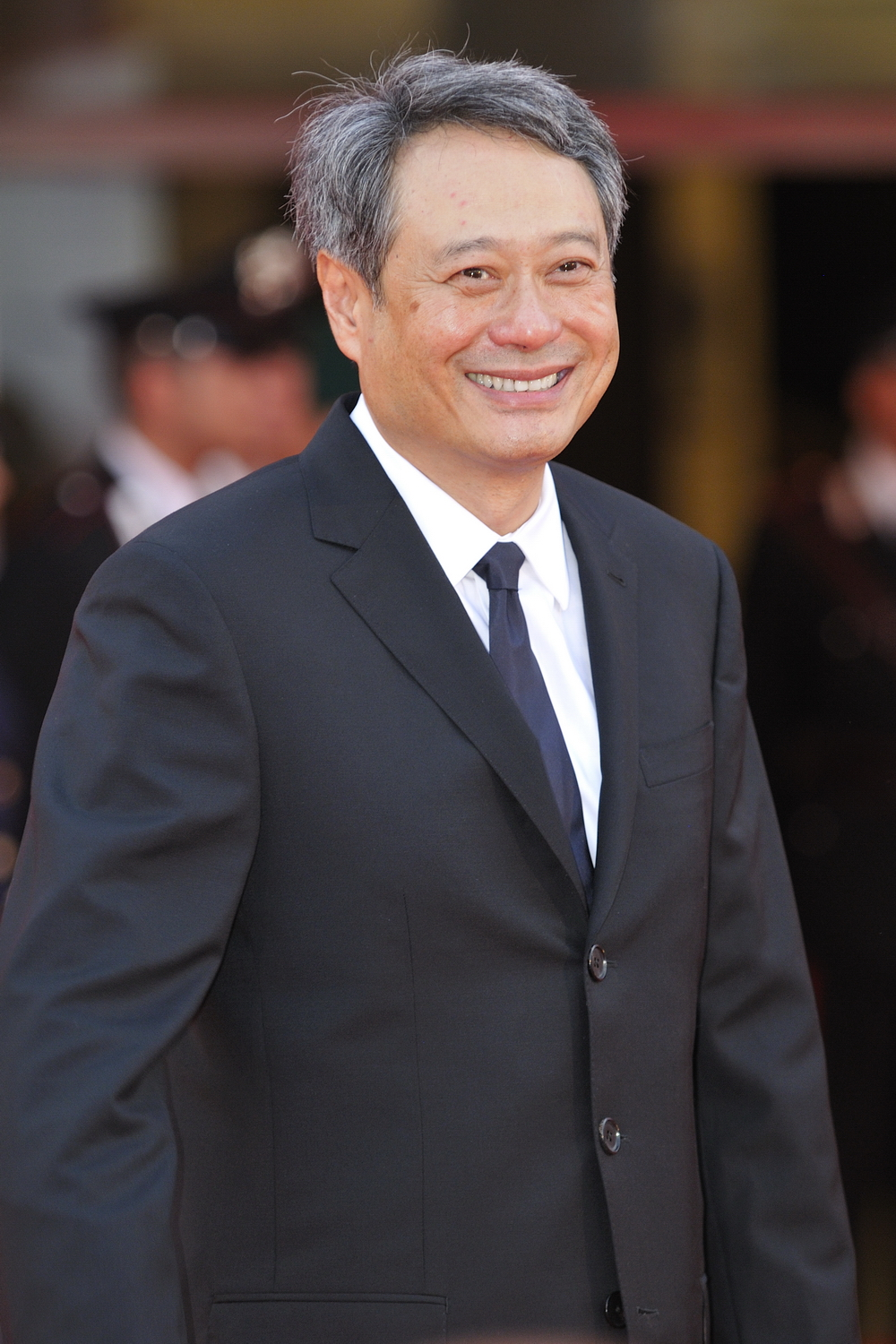
Các nhà bình luận lưu ý những điểm tương đồng giữa bộ phim Brokeback Mountain năm 2005 của Loev và Ang Lee (ảnh, 2009).

Các chủ đề về tình yêu đơn phương và sự chấp nhận bản thân là trọng tâm của Loev, được các nhà bình luận như Aseem Chhabra, Zack Ford và Subhash K. Jha lưu ý. Họ đã viết trong các bài đánh giá của mình rằng chủ đề tình dục chiếm chỗ dựa lưng cho các chủ đề nói trên. Chhabra, một nhà văn và đạo diễn phim ở New York lưu ý rằng bộ phim đã trình bày một cách tuyệt vời hành trình đầy cảm xúc của các nhân vật đồng tính, những người dường như cảm thấy thoải mái với danh tính của họ. Ngoài ra, như được bày tỏ bởi chính Saria, bộ phim được dự định là một "câu chuyện phổ quát về sự hấp dẫn". Anh không muốn tuân theo một định nghĩa duy nhất cho bộ phim hoặc mối quan hệ giữa hai nhân vật chính.
Trong khi Siddharth Naidu của Vox cho rằng bộ phim là cực đoan về mặt chính trị và thô sơ về mặt cảm xúc, Chhabra gọi nó là bộ phim có chút chính trị nhất trong một bài xã luận khác cho Rediff.com. Quan điểm này được chia sẻ bởi nhà báo tự do Steven Borowiec, người đã viết rằng bối cảnh xã hội của các mối quan hệ đồng giới ở Ấn Độ vẫn "chủ yếu là ngoài màn ảnh". Viết cho ThinkProgress Ford cũng lưu ý rằng mặc dù bối cảnh chính trị xã hội, "không bao giờ được đề cập rõ ràng, nhưng nó được ám chỉ xuyên suốt". Giải quyết vấn đề tương tự, Saria nói rằng Loev không phải là một bộ phim chính trị, nhưng hành động làm nó là một bộ phim chính trị. Anh ấy nói, "Những gì bắt đầu như một hành động phản đối trí tuệ nhanh chóng trở thành một thứ khác. Tình yêu." Jha believed that it marked "a new beginning for cinema on unconstitutional love in India".
Trong thời gian làm việc tại Hoa Kỳ, Saria đã làm quen với nền điện ảnh độc lập của Mỹ, điều này ảnh hưởng rất nhiều đến công việc của anh. Ông cũng liệt kê những đạo diễn như anh em nhà Dardenne, Éric Rohmer và Hrishikesh Mukherjee là những người có ảnh hưởng trong suốt những năm ông thành lập với tư cách là một nhà làm phim. Các nhà phê bình và bình luận đã vẽ ra những điểm tương đồng giữa Loev và Brokeback Mountain (2005) của Ang Lee, với một số người nhận thấy sự tương đồng có thể sờ thấy "trong cách địa hình đá được sử dụng để xác định chủ đề của tình yêu bị cấm đoán". Bộ phim cũng được cho là có hình ảnh và cấu trúc tương tự với Weekend của Andrew Haigh (2011) và Happy Together (1997) của Wong Kar-Wai. Ford cho rằng mặc dù thể hiện tình cảm đồng giới tinh tế hơn rất nhiều so với Weekend, Loev vẫn "khá mới lạ đối với Bollywood".

## Phát hành
Loev Loev công chiếu lần đầu tại Liên hoan phim Đêm đen Tallinn, Estonia vào ngày 19 tháng 11 năm 2015. Bộ phim sau đó đã được trình chiếu tại nhiều liên hoan phim khác trên khắp châu Âu và châu Á, bao gồm Liên hoan phim quốc tế Jeonju, Hàn Quốc; Liên hoan phim quốc tế Istanbul, Thổ Nhĩ Kỳ; Liên hoan phim nghệ thuật, Slovakia; và Liên hoan phim Quốc tế Transilvania, Romania. Nó đã có buổi ra mắt ở Bắc Mỹ vào ngày 12 tháng 3, cho phần "Visions" tại Liên hoan phim South By SouthWest 2016. Liên hoan phim LGBT Quốc tế Tel Aviv, BFI Flare: Liên hoan phim LGBT Luân Đôn và Liên hoan phim Frameline nằm trong số các liên hoan phim LGBTQ có sản xuất. Phim đã giành được giải thưởng của khán giả cho Phim truyện hay nhất tại Liên hoan phim quốc tế Tel Aviv 2016.
Khi ra mắt ở Ấn Độ tại phân đoạn "India Gold" của Liên hoan phim Mumbai 2016, Loev đã nhận được phản ứng tích cực từ các nhà phê bình. Nó cũng được trình chiếu tại Liên hoan phim quốc tế Kerala 2016, Thiruvananthapuram. Loev được phát hành trên Netflix vào ngày 1 tháng 5 năm 2017. Một áp phích mới đã được tiết lộ cho bản phát hành Netflix của bộ phim. Được thiết kế bởi một nhà thiết kế có trụ sở tại Ấn Độ, Pigeon & Co, nó có sự góp mặt của hai diễn viên chính. Ngay sau khi bộ phim ra mắt, Rajeev Masand đã tổ chức buổi trò chuyện trên CNN-News18 cho Saria và tổ chức một cuộc thảo luận bàn tròn cho các diễn viên chính, Saria và các nhà sản xuất của bộ phim. Vào tháng 5 năm 2017, bộ phim đã có một buổi chiếu đặc biệt tại Mumbai, với sự tham gia của toàn bộ dàn diễn viên và đoàn làm phim cùng với những nhân vật Bollywood như Richa Chaddha, Kalki Koechlin, Rannvijay Singh, Bejoy Nambiar, Shruti Seth và Meiyang Chang cùng những người khác.

## Tiếp nhận quan trọng

### Trong nước
Loev nhận được phản ứng tích cực từ các nhà phê bình tại Liên hoan phim Mumbai; Manika Verma từ Phòng thí nghiệm phê bình trẻ MAMI đã đưa ra một đánh giá tích cực khi gọi bộ phim là một bộ phim "xả hơi", và nói rằng nó "không lang thang và phù hợp với khuôn mẫu, một cái bẫy rất dễ rơi vào." Quan điểm được chia sẻ bởi Namrata Joshi của The Hindu, người đã viết rằng bộ phim đã thêm một khía cạnh mới cho điện ảnh đồng tính; cô nghĩ rằng nỗ lực đó là "một sự lừa dối đơn giản nhưng đầy sắc thái và chân thành đối với câu hỏi hóc búa về mối quan hệ vĩnh cửu." Subhash K. Jha đã cho bộ phim 4 trên 5 sao, xác định nó không phải là một bộ phim đồng tính mà là một "câu chuyện tình yêu không thể nào quên". Khen ngợi kỹ thuật quay phim, chỉ đạo và các màn trình diễn của Ganesh và Panditt, ông mô tả bộ phim không chỉ "tái định nghĩa lại tình yêu và đam mê trong bối cảnh thực tế Ấn Độ, mà nó là một khởi đầu mới cho điện ảnh về tình yêu vi hiến ở Ấn Độ." Deepali Singh cũng khen ngợi bộ phim trong bài đánh giá của cô ấy cho Daily News and Analysis, đặc biệt nhấn mạnh vào kỹ thuật quay phim và diễn xuất của Ganesh. Cô nghĩ rằng có một số cảnh đáng nhớ trong phim. Khen ngợi phản ứng hóa học của dàn diễn viên chính, Joshi nói rằng Panditt là "tất cả sự vững chắc và sức mạnh", và Ganesh "dịu dàng và dễ bị tổn thương".

### Quốc tế
– Wendy Ide, Screen International
Loev nhận được nhiều lời khen ngợi từ các nhà phê bình tại nhiều liên hoan phim; các nhà bình luận phần lớn ca ngợi cả cách xử lý nhạy cảm của bộ phim về chủ đề đồng tính và diễn xuất của dàn diễn viên. Đánh giá bộ phim tại Liên hoan phim Tallinn Black Nights, Shelagh Rowan-Legg của Screen Anarchy ca ngợi khái niệm mới mẻ của bộ phim, khác với các điện ảnh thông thường gắn liền với Ấn Độ: "Loev xem xét cá nhân và chính trị, [...] trong một bức chân dung nhạy cảm nhưng cởi mở về tình yêu và tình dục." Rowan-Legg còn gọi dàn diễn viên là "thiết kế riêng", đặc biệt ca ngợi Panditt, nói rằng, "Pandit đã hoàn thành một cách hoàn hảo việc giải phóng sự thất vọng của anh ấy một cách chậm chạp, [...] vừa kinh hoàng vừa đáng tin." Mặc dù nhận thấy Ganesh là "một sự hiện diện lôi cuốn trên màn ảnh", Wendy Ide của Screen International —ấn tượng với màn trình diễn của dàn diễn viên— nói rằng, "mặc dù phong cách diễn xuất tự nhiên, có điều gì đó không hoàn toàn thuyết phục về mối quan hệ giữa Jai và Sahil."
Loev được đón nhận nồng nhiệt ở Bắc Mỹ. Buổi chiếu của nó là lần đầu tiên một bộ phim Ấn Độ được chiếu tại Liên hoan phim South by Southwest; Brooke Corso của The Macguffin nhận xét rằng bộ phim đẹp đẽ và đau lòng tỏa sáng khi "nó tập trung vào những gì được nói khi các nhân vật không nói, và những gì nên tránh khi họ nói." Matt Shiverdecker của Austin American-Statesman cũng rất tán dương việc sản xuất tại cùng một sự kiện, coi đó là một "phép màu nhỏ". Anh khen ngợi tính hiện thực của bộ phim và cho rằng thành công của bộ phim là nhờ các diễn viên và cảnh đẹp. Siddhant Adlakha of Birth Movies Death đã gọi Loev là một "bộ phim nhỏ bé của sự xây dựng kỳ diệu" và "một câu chuyện u sầu, nơi những câu hỏi không có câu trả lời dễ dàng, [...] nhưng là một nơi mà niềm hạnh phúc, ngay cả khoảnh khắc, cảm thấy vô hạn."

## Giải thưởng và đề cử
| Năm  | Giải thưởng                             | Thể loại                       | Người nhận và người được đề cử | Kết quả   | Tham khảo |
| ---- | --------------------------------------- | ------------------------------ | ------------------------------ | --------- | --------- |
| 2015 | Tallinn Black Nights Film Festival      | Tridents Award (First Feature) | Loev                           | Đề cử     | [ 8 ]     |
| 2016 | Guadalajara International Film Festival | Best Feature Film              | Loev                           | Đề cử     | [ 47 ]    |
| 2016 | Frameline Film Festival                 | Best Feature (Jury)            | Loev                           | Đề cử     | [ 48 ]    |
| 2016 | Frameline Film Festival                 | AT&T Audience Award            | Loev                           | Đoạt giải | [ 48 ]    |
| 2016 | SXSW Film Festival                      | Visions (Audience Award)       | Loev                           | Đề cử     | [ 49 ]    |
| 2016 | Tel Aviv Film Festival                  | Audience Award – Best Feature  | Loev                           | Đoạt giải | [ 35 ]    |